# Philomeces agouensis
Philomeces agouensis là một loài bọ cánh cứng trong họ Cerambycidae.